# Hyposemansis subornata
Hyposemansis subornata är en fjärilsart som beskrevs av Alfred Ernest Wileman 1914. Hyposemansis subornata ingår i släktet Hyposemansis och familjen nattflyn. Inga underarter finns listade i Catalogue of Life.